# Liste der denkmalgeschützten Objekte in Pöttsching
Die Liste der denkmalgeschützten Objekte in Pöttsching enthält die 15 denkmalgeschützten, unbeweglichen Objekte der Gemeinde Pöttsching.

## Denkmäler
| Foto |                 | Denkmal                                                                   | Standort                                                              | Beschreibung | Metadaten |
| ---- | --------------- | ------------------------------------------------------------------------- | --------------------------------------------------------------------- | --- | --- |
| ja   | Datei hochladen | Ehemaliger Meierhof (heute Awarenkeller) HERIS-ID: 21043 Objekt-ID: 17357 | Hauptstraße 1 Standort KG: Pöttsching                                 | Der zweigeschoßige, dreiflügelige Bau neben der Kirche weist eine gewölbte Einfahrt auf. Er stammt aus dem 17. und 18. Jahrhundert. In dem der Gemeinde gehörenden Bau ist ein Multifuntionszentrum untergebracht. Außerdem befindet sich eine Gedenkstube an den Komponisten der Landeshymne Peter Zauner. | BDA-Hist.: Q37858109 Status: § 2a Stand der BDA-Liste: 2025-06-30 Name: Ehemaliger Meierhof (heute Awarenkeller) GstNr.: 354/1 Ehemaliger Meierhof, Pöttsching |
| ja   | Datei hochladen | Kath. Pfarrkirche hl. Nikolaus HERIS-ID: 21042 Objekt-ID: 17356           | Hauptstraße 3 Standort KG: Pöttsching                                 | Die mitten im Ort stehende Pfarrkirche wurde ursprünglich im Jahr 1641 unter Verwendung älteren Mauerwerks erbaut. Nach der Zerstörung 1683 wurde sie in den Jahren 1722–1728 komplett erneuert. Ihrem langen fünfjochigen Schiff ist im Süden ein dreigeschoßiger Glockenturm vorgestellt.                 | BDA-Hist.: Q27300094 Status: § 2a Stand der BDA-Liste: 2025-06-30 Name: Kath. Pfarrkirche hl. Nikolaus GstNr.: 355 Pfarrkirche Pöttsching |
| ja   | Datei hochladen | Fundzone Edeltal HERIS-ID: 21057 Objekt-ID: 17371                         | Edelbachäcker und Lahmen Standort KG: Pöttsching                      | | BDA-Hist.: Q37858325 Status: Bescheid Stand der BDA-Liste: 2025-06-30 Name: Fundzone Edeltal GstNr.: 4461, 4465/1, 4465/2, 4466, 4467/1, 4467/2, 4468/1, 4468/2, 4469, 4470, 4471, 4472, 4474/2, 4475, 4476, 4477, 4478, 4479, 4480, 4481/1, 4481/2, 4482/2, 4483/1, 4483/2, 4851, 4852, 4853, 4854, 4855, 4856, 4857, 4858, 4859, 4860, 4861, 4862, 4863, 4864, 4865, 4866 |
| BW   | Datei hochladen | Hausberg Lahmenwald HERIS-ID: 21056 Objekt-ID: 17370                      | Lahmen Standort KG: Pöttsching                                        | | BDA-Hist.: Q37858301 Status: Bescheid Stand der BDA-Liste: 2025-06-30 Name: Hausberg Lahmenwald GstNr.: 4702/1 |
| ja   | Datei hochladen | Sebastianspfeiler HERIS-ID: 21044 Objekt-ID: 17358                        | bei Hauptstraße 6 Standort KG: Pöttsching                             | Der Sebastianspfeiler aus der 1. Hälfte des 18. Jahrhunderts steht gegenüber der Kirche. | BDA-Hist.: Q37858125 Status: § 2a Stand der BDA-Liste: 2025-06-30 Name: Sebastianspfeiler GstNr.: 328 Sebastianpfeiler Pöttsching |
| ja   | Datei hochladen | Figurenbildstock hl. Johannes Nepomuk HERIS-ID: 21045 Objekt-ID: 17359    | bei Hauptstraße 6 Standort KG: Pöttsching                             | | BDA-Hist.: Q37858142 Status: § 2a Stand der BDA-Liste: 2025-06-30 Name: Figurenbildstock hl. Johannes Nepomuk GstNr.: 332/2 Hl Nepomuk (Pöttsching) |
| ja   | Datei hochladen | Bildstock, Rotes Kreuz HERIS-ID: 21048 Objekt-ID: 17362                   | neben Sauerbrunner Straße Standort KG: Pöttsching                     | Die Säule mit Steinkruzifix neben der Straße nach Bad Sauerbrunn ist mit 1746 bezeichnet. | BDA-Hist.: Q37858163 Status: § 2a Stand der BDA-Liste: 2025-06-30 Name: Bildstock, Rotes Kreuz GstNr.: 4095 |
| ja   | Datei hochladen | Weingartenkreuz bzw. Kreuzsäule HERIS-ID: 21049 Objekt-ID: 17363          | neben Sauerbrunner Straße Standort KG: Pöttsching                     | Die barocke Weinlaubsäule mit einem späteren Kreuz steht außerhalb des Ortes nahe der Straße nach Bad Sauerbrunn. | BDA-Hist.: Q37858187 Status: § 2a Stand der BDA-Liste: 2025-06-30 Name: Weingartenkreuz bzw. Kreuzsäule GstNr.: 2523 |
| ja   | Datei hochladen | Mariensäule HERIS-ID: 21050 Objekt-ID: 17364                              | von Sauerbrunner Straße abzweigender Güterweg Standort KG: Pöttsching | | BDA-Hist.: Q37858202 Status: § 2a Stand der BDA-Liste: 2025-06-30 Name: Mariensäule GstNr.: 2524 Mariensäule südwestlich des Ortes, Pöttsching |
| ja   | Datei hochladen | Pietà-Pfeiler HERIS-ID: 21051 Objekt-ID: 17365                            | neben Sauerbrunner Straße Standort KG: Pöttsching                     | Der Pieta-Pfeiler steht außerhalb des Ortes neben der Straße nach Bad Sauerbrunn und weist am Pfeiler eine Bezeichnung aus dem Jahr 1598 auf. | BDA-Hist.: Q37858228 Status: § 2a Stand der BDA-Liste: 2025-06-30 Name: Pietà-Pfeiler GstNr.: 4783/1 |
| ja   | Datei hochladen | Pest-/Dreifaltigkeitssäule HERIS-ID: 21052 Objekt-ID: 17366               | Feldgasse Standort KG: Pöttsching                                     | Die Dreifaltigkeitssäule mit einem bemerkenswerten Gnadenstuhl steht westlich des Ortes und trägt eine Inschrift aus dem Jahr 1721. | BDA-Hist.: Q37858242 Status: § 2a Stand der BDA-Liste: 2025-06-30 Name: Pest-/Dreifaltigkeitssäule GstNr.: 2192 |
| ja   | Datei hochladen | Florianikapelle HERIS-ID: 21054 Objekt-ID: 17368                          | Standort KG: Pöttsching                                               | Die Kapelle des heiligen Florian südlich des Ortes ist im Gitter mit 1840 bezeichnet. | BDA-Hist.: Q37858281 Status: § 2a Stand der BDA-Liste: 2025-06-30 Name: Florianikapelle GstNr.: 4232/1 |
| ja   | Datei hochladen | Leiden-Christi-Säule HERIS-ID: 21053 Objekt-ID: 17367                     | bei Friedhofsweg 2 Standort KG: Pöttsching                            | Das Leiden-Christi-Kreuz mit Pietà aus dem 17. Jahrhundert steht im Friedhof Pöttsching. | BDA-Hist.: Q37858255 Status: § 2a Stand der BDA-Liste: 2025-06-30 Name: Leiden-Christi-Säule GstNr.: 346 Leiden-Christi-Kreuz mit Pietà in Pöttsching |
| ja   | Datei hochladen | Grab Hartig HERIS-ID: 21055 Objekt-ID: 17369                              | gegenüber Seestraße 30 Standort KG: Pöttsching                        | Der abgegrenzte Friedhofsbereich der Familie Hartig befindet sich am Nordrand vom Friedhof Pöttsching. | BDA-Hist.: Q37858289 Status: § 2a Stand der BDA-Liste: 2025-06-30 Name: Grab Hartig GstNr.: 346 Hartig grave, Pöttsching |
| ja   | Datei hochladen | Grenzstein HERIS-ID: 29655 Objekt-ID: 26310                               | Standort KG: Pöttsching                                               | Der Grenzstein von Karl Prantl aus St. Margarethener Kalksandstein sollte als Zeichen der denkerischen Freiheit ursprünglich an der österreichisch-ungarischen Grenze in Nickelsdorf aufgestellt werden, er fand seinen Platz aber hier im Geburtsort des Bildhauers.                                       | BDA-Hist.: Q37927674 Status: § 2a Stand der BDA-Liste: 2025-06-30 Name: Grenzstein GstNr.: 1655/3 Grenzstein (Karl Prantl, 1958) |